# Копропорфириноген III оксидаза
Копропорфириноген III оксидаза, сокр. КПГ-III-оксидаза (англ. Coproporphyrinogen-III oxidase, сокр. CPOX) — фермент (КФ 1.3.3.3) семейства оксидаз (класс оксидоредуктазы), катализирующий реакцию окислительного декарбоксилирования копропорфориногена III в протопорфириноген IX. Схема реакции:
копропорфириноген III + 2O2 + 2H+ →  протопорфириноген IX + 2H2O + 2CO2
Фермент обнаружен во внутренней митохондриальной мембране клеток, он участвует в шестой по порядку реакции в биосинтезе гема.
У человека ген, кодирующий КПГ-III-оксидазу — CPOX, локализован на  длинном плече (q-плече) 3-й хромосомы. Полипептидная цепь фермента содержит 454 аминокислоты и имеет молекулярную массу — 50152 Да. Заболевание, связанное с дефектами гена CPOX, называется наследственной копропорфирией. Активность фермента КПГ-III-оксидазы, локализованного в митохондриальной мембране, измеряется в лимфоцитах.

## Структура

### Ген
Копропорфириноген III оксидаза человека представляет собой митохондриальный фермент, кодируемый геном CPOX размером 14 т.п.н., содержащим семь экзонов, расположенных на 3 хромосоме в локусе q11.2.

### Белок
CPOX экспрессируется как профермент массой 50 кДа и содержит аминоконцевой сигнал, направляющий белок внутрь митохондрии. После протеолитического процессинга белок присутствует в виде зрелой формы гомодимера с молекулярной массой 37 кДа.

## Функции
Копропорфириноген III оксидаза — фермент, участвующий в шестой реакции метаболизма порфиринов, катализирующий окислительное декарбоксилирование копропорфириногена III до протопорфириногена IX в биосинтезе гема и хлорофилла. Белок представляет собой гомодимер, содержащий два внутренне связанных атома железа (Fe2) на молекулу нативного белка. Фермент активен в присутствии молекулярного кислорода, который выступает в качестве акцептора электронов. Фермент широко распространён и обнаружен в различных эукариотических и прокариотических организмах.

## Клиническое значение
Наследственная копропорфирия (НКП) и хардеропорфирия — это два фенотипически отдельных заболевания, которые связаны с частичным дефицитом CPOX. При НКП преобладает нейровисцеральная симптоматика. Кроме того, она может быть связана с болями в животе и/или фоточувствительностью кожи. В биохимических анализах регистрируется гиперэкскреция копропорфирина III в моче и кале. НКП — аутосомно-доминантное наследственное заболевание, в то время как хардеропорфирия — редкая эритропоэтическая вариантная форма НКП, наследуемая аутосомно-рецессивно. Клинически заболевание характеризуется неонатальной гемолитической анемией. Иногда у пациентов с хардеропорфирией также описывается наличие поражений кожи с выраженной фекальной экскрецией хардеропорфирина.
На сегодняшний день описано более 50 мутаций CPOX, вызывающих НКП. Большинство этих мутаций приводят к замене аминокислотных остатков в структурном каркасе фермента. По крайней мере 32 из этих мутаций считаются мутациями, вызывающими заболевания. Что касается молекулярной основы НКП и хардеропорфирии, мутации CPOX у пациентов с хардеропорфирией были обнаружены в области экзона 6, где также были выявлены мутации у пациентов с НКП. Поскольку только у пациентов с мутацией в этой области (K404E) развивается хардеропорфирия, данная мутация приводит к снижению второй стадии реакции декарбоксилирования при превращении копропорфириногена III в протопорфириноген IX, подразумевая, что активный сайт фермента, участвующего во второй стадии декарбоксилирования, расположен в экзоне 6.

## Взаимодействия с белками
Было показано, что CPOX взаимодействует с атипичным кето-изокопропорфирином (KICP) у людей, подвергшихся токсическому воздействию ртути (Hg).